# Ricardo Collazo
Ricardo (Petrolero, El gordo) Collazo född  22 augusti 1944 i Juan Lacaze(en) i Colonia-regionen(en) i Uruguay, död den 19 april 2021 i Östberga, var en svensk-uruguayansk trubadur, poet och kompositör som framförde populär- och folkmusik från Latinamerika. Han var känd för sin musik inom genrerna folkmusik och protestsång, där hans verk präglades av starkt socialt politiskt engagemang.

## Biografi
Collazo växte upp i en familj av gitarrspelare och sångare och hans musikaliska bana började i unga år tillsammans med vänner som José Carvajal "El Sabalero", Macario Pereyra och Alejandro Buscarons. Tillsammans skapade de en musikstil som förenade konstnärligt uttryck med socialt engagemang. Själv beskrev sig Collazo som en "politisk folkmusiker".
Collazo blev en sångare, låtskrivare och politisk aktivist i Uruguay.  Hans texter speglade arbetarklassens kamp och sociala orättvisor och han tillhörde Movimiento de Liberacion Nacional, Tupamaros. Under Uruguays militärregim blev Collazo 1972 politisk fånge på grund av sitt politiska engagemang. Han blev skjuten och var nära döden, och satt fängslad i det ökända fängelset "Penal de Libertad" under åtta år mellan 1972 och 1980.
Efter sin frigivning levde han i exil i Brasilien och senare i Sverige tillsammans med sin fru Miriam Ansoleaga de Collazo och sina två döttrar, där den tredje dottern föddes i Sverige. 
Han vann flera priser under sin karriär bland annat Festival Uruguayo de la Canción Folclórica.
Bland hans musikaliska verk finns albumet "Yo soy Ricardo Collazo" från 1971 och "Canciones gringas" från 1989. År 2009 släppte han dubbelalbumet 40 años El sueño de una utopia (40 år i Sverige. Drömmen om en utopi), i samarbete med Mauricio Vigil, ett album som sammanfattade hans fyra decennier långa karriär.
Collazo fortsatte att skapa musik även under sin exil och uppträdde på solidaritetskonserter runt om i Europa, Kanada, Australien och i Sverige. Ett exempel på hans musik är låten  "Mi mujer mirando al cielo" ("Min fru skådar mot himmelen"). Tillsammans med musikern och neurologen Henry Engler(es) gjorde han en inspelning av ett antal låtar av musikern, sångaren och textskrivaren Mikael Wiehe i översättning till spanska.
Tillsammans med chilenaren, sångaren och låtskrivaren Gastón Villamán utgjorde Collazo duon Coirón. Duon var aktiv under exilåren i Sverige och fokuserarade på latinamerikansk folkmusik med starkt politiskt och socialt engagemang. De uppträdde tillsammans i olika sammanhang fram till Villamans bortgång 2008. De spelade in en cd med titeln "Coirón", med bland annat låten "Mi Querencia".
Collazo blev en viktig kulturpersonlighet inom den latinamerikanska exilgemenskapen. Han arbetade även med radio bland annat Radio Milenio i Stockholm där han ledde program om folkmusik och tango.
Ricardo Collazo avled 2021 i sitt hem i Östberga och är gravsatt på Skogskyrkogården i Stockholm.

## Diskografi
- 1969 – singel Vea patrón/ Allá en el Sauce[13]
- 1971 – Yo soy Ricardo Collazo[14]
- 1987 – Canciónes de Mikael Wiehe, presentado de Henry Engler y Ricardo Collazo
- 1989 – Canciones gringas[15]
- Cielo Abierto 1988 med M.Rosencof ,Alanis [16]
- ? – Coiron, med Ricardo Collazo och Gastón Villamán[9][10]
- 2009 – Dubbelalbum 40 años El sueño de una utopía (40 år i Sverige. Drömmen om en utopi).[17]
- Para cantarle al hombre Volumen 2 1991 ( flera sångare)[18]

## Utmärkelser
- 1968 – Första pris i musikfestivalen "Festival Uruguayo de la Canción Folclórica"[6]
- 1971 – nominerad som bästa manliga artist av IV Certamen Internacional de Folklore i Piriàpolis[19]
- 1999 – Kulturstipendium från Studieförbundet Vuxenskolans internationella kulturcentrum IKC.[6][20]